# Iñigo Vicente
Pour les articles homonymes, voir Vicente.
Iñigo Vicente, né le 6 janvier 1998 à Derio en Espagne, est un footballeur espagnol qui évolue au poste d'ailier gauche au Racing de Santander.

## Biographie

### En club
Né à Derio en Espagne, Iñigo Vicente est formé à l'Athletic Bilbao. Le 21 décembre 2018, il prolonge son contrat jusqu'en juin 2023 avec son club formateur. 
Lors de l'été 2019, après avoir fait la présaison avec l'Athletic Bilbao, Iñigo Vicente est prêté au CD Mirandés pour une saison, qui évolue alors en deuxième division espagnole. Il joue son premier match le 17 août 2019 contre le Rayo Vallecano, en championnat (2-2 score final). Vicente inscrit son premier but avec cette équipe, le 9 novembre 2019 contre l'Extremadura UD, en championnat. Il est également auteur d'une passe décisive ce jour-là, étant ainsi impliqué sur la totalité des buts de son équipe, qui l'emporte par deux buts à zéro. 
Il fait ensuite son retour dans son club formateur et joue son premier match le 1er octobre 2020 contre le Cádiz CF, découvrant par la même occasion la Liga. Il entre en jeu à la place d'Iñaki Williams et son équipe s'incline (0-1).
Le 30 juin 2021, est annoncé le retour de Vicente au CD Mirandés, où il est à nouveau prêté pour une saison par l'Athletic. Il inscrit son premier but de la saison dès la deuxième journée de championnat, le 23 août 2021 contre la SD Amorebieta. Son équipe l'emporte par deux buts à zéro ce jour-là.
Le 14 juillet 2022, Iñigo Vicente rejoint librement le Racing de Santander. Il signe un contrat courant jusqu'en juin 2025.
Le 23 octobre 2022, Vicente inscrit son premier but pour le Racing de Santander, lors d'une rencontre de championnat face à la SD Ponferradina. Les deux équipes se neutralisent ce jour-là (1-1 score final),. Le 5 mars 2023, Vicente donne la victoire à son équipe en étant l'auteur du seul but de la partie contre le Málaga CF, en championnat.
Vicente s'illustre le 12 août 2023, lors de la première journée de la saison 2023-2024 de deuxième division espagnole en marquant un but et délivrant une passe décisive face à la SD Eibar. Il ouvre le score sur coup franc direct et sert Lago Junior sur le dernier but de son équipe (4-0 score final).

### En sélection
Le 30 mai 2019, Iñigo Vicente joue un match avec l'équipe du Pays basque contre le Panama (0-0 score final).